# Balavoine sans frontières
Albums de Daniel Balavoine
Anthologie
(2003) Les 100 plus belles chansons
(2008)
Balavoine sans frontières est un album compilation en deux disques compacts de Daniel Balavoine paru le 14 novembre 2005.
Elle est parue au moment où l'on s’apprêtait à commémorer les vingt ans de la mort du chanteur.
Cette compilation regroupe (pour la version 2 CD) trente-deux titres dont trois bonus : Belle, duo avec la chanteuse Anni-Frid Lyngstad du groupe Abba extrait du conte musical Abbacadabra en 1983 et des remixes de L'Aziza et Sauver l'Amour.
À l'heure actuelle, il s'en est écoulé environ 150 000 exemplaires (140 200 selon InfoDisc).
Il existe une version en douze CD.

## Titres
| 1.  | SOS d'un terrien en détresse (extrait de l'album Starmania, 1978)                              | 3:19 |
| 2.  | Vivre ou survivre (extrait de l'album Vendeurs de larmes, 1982)                                | 3:34 |
| 3.  | Mon fils ma bataille (extrait de l'album Un autre monde, 1980)                                 | 4:09 |
| 4.  | Aimer est plus fort que d'être aimé (extrait de l'album Sauver l'amour, 1985)                  | 4:11 |
| 5.  | Le Chanteur (extrait de l'album Le Chanteur, 1978)                                             | 3:54 |
| 6.  | Quand on arrive en ville (Live à l'Olympia 1981, extrait de l'album Balavoine sur scène, 1981) | 3:31 |
| 7.  | Banlieue Nord (Live à l'Olympia 1981, extrait de l'album Balavoine sur scène, 1981)            | 3:16 |
| 8.  | Dieu que c'est beau (sorti uniquement en single)                                               | 3:58 |
| 9.  | Je ne suis pas un héros (extrait de l'album Un autre monde, 1980)                              | 5:15 |
| 10. | L'Aziza (extrait de l'album Sauver l'amour, 1985)                                              | 4:21 |
| 11. | Pour la femme veuve qui s'éveille (extrait de l'album Loin des yeux de l'Occident, 1983)       | 5:33 |
| 12. | Tous les cris les SOS (extrait de l'album Sauver l'amour, 1985)                                | 5:06 |
| 13. | Sauver l'Amour (extrait de l'album Sauver l'amour, 1985)                                       | 4:24 |
| 14. | Lucie (extrait de l'album Le Chanteur, 1978)                                                   | 5:27 |
| 15. | Lipstick Polychrome (extrait de l'album Un autre monde, 1980)                                  | 4:30 |
| 16. | Vendeurs de larmes (extrait de l'album Vendeurs de larmes, 1980)                               | 4:41 |

| 1.  | Les Oiseaux (1re partie, extrait de l'album Le Chanteur, 1978)                                 | 3:46 |
| 2.  | Les Oiseaux (2e partie, extrait de l'album Le Chanteur, 1978)                                  | 3:32 |
| 3.  | Lady Marlène (extrait de l'album Les Aventures de Simon et Gunther..., 1977)                   | 4:53 |
| 4.  | La vie ne m'apprend rien (extrait de l'album Un autre monde, 1980)                             | 4:17 |
| 5.  | Tu me plais beaucoup (extrait de l'album Face amour, face amère, 1979)                         | 3:46 |
| 6.  | Petite Angèle (extrait de l'album Sauver l'amour, 1985)                                        | 4:45 |
| 7.  | Me laisse pas m'en aller (extrait de l'album Face amour, face amère, 1979)                     | 3:35 |
| 8.  | Vidéo « Série Noire » (extrait de l'album Loin des yeux de l'Occident, 1983)                   | 4:01 |
| 9.  | De vous à elle en passant par moi (extrait de l'album De vous à elle en passant par moi, 1975) | 3:23 |
| 10. | Frappe avec ta tête (extrait de l'album Loin des yeux de l'Occident, 1983)                     | 5:03 |
| 11. | Soulève-moi (extrait de l'album Vendeurs de larmes, 1982)                                      | 3:33 |
| 12. | Partir avant les miens (extrait de l'album Loin des yeux de l'Occident, 1983)                  | 5:09 |
| 13. | Un autre monde (instrumental, extrait de l'album Un autre monde, 1980)                         | 5:18 |
| 14. | Belle (duo avec Frida du groupe Abba pour le conte musical Abbacadabra en 1983)                | 3:13 |
| 15. | L'Aziza (Remix 1986)                                                                           | 5:28 |
| 16. | Sauver l'amour (Remix 1986)                                                                    | 5:45 |

## Classements
| Classement (2005-06)         | Meilleure place |
| ---------------------------- | --------------- |
| Belgique (Wallonie Ultratop) | 10              |
| Suisse (Schweizer Hitparade) | 58              |

| Classement (2011) | Meilleure place |
| ----------------- | --------------- |
| France (SNEP)     | 53              |